# Катастрофа Ан-124 в Турині
Катастрофа Ан-124 в Турині — авіаційна катастрофа, що сталася 8 жовтня 1996 року. Вантажно-транспортний літак Ан-124-100 російської авіакомпанії «Аерофлот» виконував рейс SU9981 за маршрутом Москва — Турин — Абу-Дабі — Бандар-Сері-Бегаван і перевозив автомобілі Ferrari в Бруней, але під час посадки в аеропорті Турина пілоти ухвалили рішення йти на друге коло через дощ, але літак врізався в будинки в селищі Сан-Франческо-аль-Кампо, в 1 км від кінця ЗПС аеропорту Турин. Літак був напівзруйнований, а дім і сарай, у які він врізався, — зруйновані повністю. З 23 членів екіпажу, що перебували на борту, загинули 5 (2 в літаку і 3 в будинку), ще 14 отримали поранення (13 в літаку + 1 на землі). Також загинули 20 корів на фермі.
На 2022 рік катастрофа рейсу 9981 є четвертою в історії літака Ан-124 після катастроф в Іркутську (78 загиблих), під Керманом (17 загиблих) і під Гостомелем (8 загиблих).

## Екіпаж
На борту літака був екіпаж у складі 23 осіб. Командир екіпажу — Олександр Тимофійович Угрюмов, помічник командира — Олексій Сергійович Бородай, але насправді Бородай був фактичним командиром рейсу SU9981.

## Хронологія подій
Довжина ЗПС аеропорту Турина через ремонтні роботи було знижено з 3300 до 2350 м (вхідний торець на 950 м далі перенесено), про що екіпажу було відомо. Ще через ремонтні роботи курсоглісадна система працювала лише в режимі курсового маяка. Погодні умови можна було вважати поганими, але вони все ж перевищували мінімум аеропорту — видимість на смузі — 1500 м в умовах невеликого дощу та низької хмарності. У кабіні розташовувалися два командири, один із яких виконував обов'язки другого пілота.
Літак після виходу з хмар пройшов раніше торець смуги, ніж екіпаж очікував, і на висоті, яка була більшою за розрахункову. Вважаючи, що залишку смуги для безпечної посадки не вистачить, другий пілот став наполягати на відході на друге коло, коли командир ухвалив рішення про посадку. Літак пролітав над смугою зі зниженням. Другий пілот нарешті переконав командира і в той момент, коли між поверхнею смуги та шасі залишалося не більше метра, командир розпочав відхід на друге коло. Але через конструктивні недоліки системи управління двигунами та помилки командира у схемі дій із виведення двигунів на режим, тільки один двигун перейшов на злітний режим.
Літак не зміг набрати висоту. Приблизно за 1 км від смуги він на висоті 25 м зачепив дерева над рівнем аеродрому. Потім він зачепив дах двоповерхового будинку в містечку Сан-Франческо-аль-Кампо, впав на землю, зіткнувся з будівлею ферми носом і спалахнув.
Літак перебував у володінні авіакомпанії «Аякс», проте експлуатувався «Аерофлотом».

## Розслідування
Висновки комісії, яка розслідувала авіакатастрофу:
- Недостатня підготовка та погана взаємодія екіпажу.
- Погане планування для заходу на посадку, запізнення у рішенні про похід на друге коло.
- Конструктивні недоліки системи керування двигунами.